# Nationalliga 1967-1968
L'edizione 1967-68 della Nationalliga (A) vide la vittoria finale del Rapid Vienna.
Capocannoniere del torneo fu Johnny Bjerregaard dell'Rapid Vienna con 23 reti.

## Classifica finale
|    | Classifica                         | G  | V  | N  | P  | GF | GS | Pt |
| -- | ---------------------------------- | -- | -- | -- | -- | -- | -- | -- |
| 1  | Rapid Vienna                       | 26 | 21 | 2  | 3  | 75 | 24 | 44 |
| 2  | FC Wacker Innsbruck                | 26 | 15 | 7  | 4  | 45 | 27 | 37 |
| 3  | Austria Vienna                     | 26 | 15 | 5  | 6  | 46 | 24 | 35 |
| 4  | Wiener Sportklub                   | 26 | 11 | 9  | 6  | 41 | 30 | 31 |
| 5  | Austria Klagenfurt                 | 26 | 11 | 7  | 8  | 31 | 36 | 29 |
| 6  | Grazer AK                          | 26 | 11 | 5  | 10 | 35 | 37 | 27 |
| 7  | Sturm Graz                         | 26 | 9  | 7  | 10 | 38 | 47 | 25 |
| 8  | Linzer ASK                         | 26 | 8  | 7  | 11 | 40 | 37 | 23 |
| 9  | Admira Wacker                      | 26 | 5  | 11 | 10 | 41 | 47 | 21 |
| 10 | SC Eisenstadt                      | 26 | 8  | 5  | 13 | 26 | 33 | 21 |
| 11 | Schwarz-Weiß Bregenz               | 26 | 8  | 5  | 13 | 27 | 41 | 21 |
| 12 | SV Austria Salisburgo              | 26 | 7  | 6  | 13 | 34 | 43 | 20 |
| 13 | First Vienna FC                    | 26 | 7  | 1  | 18 | 27 | 50 | 15 |
| 14 | Werkssportsgemeinschaft Radenthein | 26 | 5  | 5  | 16 | 30 | 60 | 15 |

## Verdetti
- Rapid Vienna Campione d'Austria 1967-68.
- FC Wacker Innsbruck e Wiener Sportklub ammesse alla Coppa delle Fiere 1968-1969.
- First Vienna FC e WSG Radenthein retrocesse.